# Bezirksgemeinde Kuldīga
Die Bezirksgemeinde Kuldīga (lettisch Kuldīgas novads) – wie alle Novadi Lettlands in rechtlichem Sinne eine Großgemeinde – liegt im Westen Lettlands in der historischen Landschaft Kurland. Sein Verwaltungssitz ist in Kuldīga.
Die Bezirksgemeinde entstand im Rahmen einer Verwaltungsreform zum 1. Juli 2021 durch den Zusammenschluss des alten Bezirks Kuldīga mit den Bezirken Alsunga und Skrunda, sodass er dem Kreis Kuldīga entspricht, der bis 2009 Bestand hatte.

## Geografie
Das Gebiet grenzt im Norden an die Bezirksgemeinde Ventspils, im Nordosten an die Bezirksgemeinde Talsi, im Osten an die Bezirksgemeinde Tukums, im Südosten an die Bezirksgemeinde Saldus und im Südwesten an die Bezirksgemeinde Dienvidkurzeme. Die Bezirksgemeinde ist durch einen an seiner schmalsten Stelle nur 4 km breiten Streifen der Bezirksgemeinde Ventspils von der Ostsee getrennt.
Größte Flüsse sind die Venta und die Abava. Im Norden grenzt die Bezirksgemeinde an den Usma-See, der aber schon zur Bezirksgemeinde Ventspils gehört. Der höchste Punkt in der Bezirksgemeinde ist ein 138 m hoher Berg südöstlich des Vilgāle-Sees in der Gemeinde Kurmāle.

## Gliederung
Die Bezirksgemeinde umfasst die 2 Städte (pilsētas) Kuldīga und Skrunda sowie 18 Gemeinden (pagasti):
| - Alsunga - Ēdole - Gudenieki - Īvande - Kabile - Kurmāle | - Laidi - Nīkrāce - Padure - Pelči - Raņķi - Renda | - Rudbārži - Rumba - Skrunda (Land) - Snēpele - Turlava - Vārme |

## Verkehr
Durch die Bezirksgemeinde verläuft die Bahnstrecke Jelgava–Liepāja mit einem Bahnhof in Skrunda. Wichtigste Straßenverbindung ist die von Ost nach West verlaufende Staatsstraße A9 von Riga nach Liepāja. Nordwestlich von Skrunda gibt es einen Flugplatz.

## Nachweise
1. ↑  Law on Administrative Territories and Populated Areas, likumi.lt, abgerufen am 7. August 2021